# Estación de Málaga Centro-Alameda
Málaga Centro-Alameda es un apeadero subterráneo situado en la ciudad española de Málaga, en la comunidad autónoma de Andalucía. Forma parte de las líneas C-1 y C-2 de Cercanías Málaga operada por Renfe. En ambos casos ejerce de terminal este de las líneas. 
Se ubica bajo la calle Cuarteles del barrio malagueño de El Perchel, dentro del distrito Centro.

## Situación ferroviaria
Se encuentra en el trazado de la línea férrea de ancho ibérico que une Málaga con Fuengirola, pk 0,57.

## Historia
Esta estación data de 1976, cuando se construyó una prolongación desde la estación principal de Málaga hasta el centro urbano. Primeramente se denominó Málaga-Guadalmedina.
Entre octubre de 2007 y marzo de 2010, esta estación estuvo cerrada a causa de las obras de ampliación de vías en el tramo final (a partir de la sección subterránea aneja a Málaga-María Zambrano), obligando a los trenes de las líneas C-1 y C-2 a terminar su trayecto en la estación de Estación de María Zambrano. Con la ampliación de las vías y andenes se ejecutó una remodelación total de la estación. Se reformó la iluminación, la ventilación, el acceso para personas con movilidad reducida y se transformó el aspecto exterior de los accesos, diseño del arquitecto José Seguí.

## Servicios ferroviarios

### Cercanías
La estación es terminal de las líneas línea C-1, línea C-2 de la red de Cercanías Málaga. La frecuencia media de paso es de un tren cada 10-20 minutos.

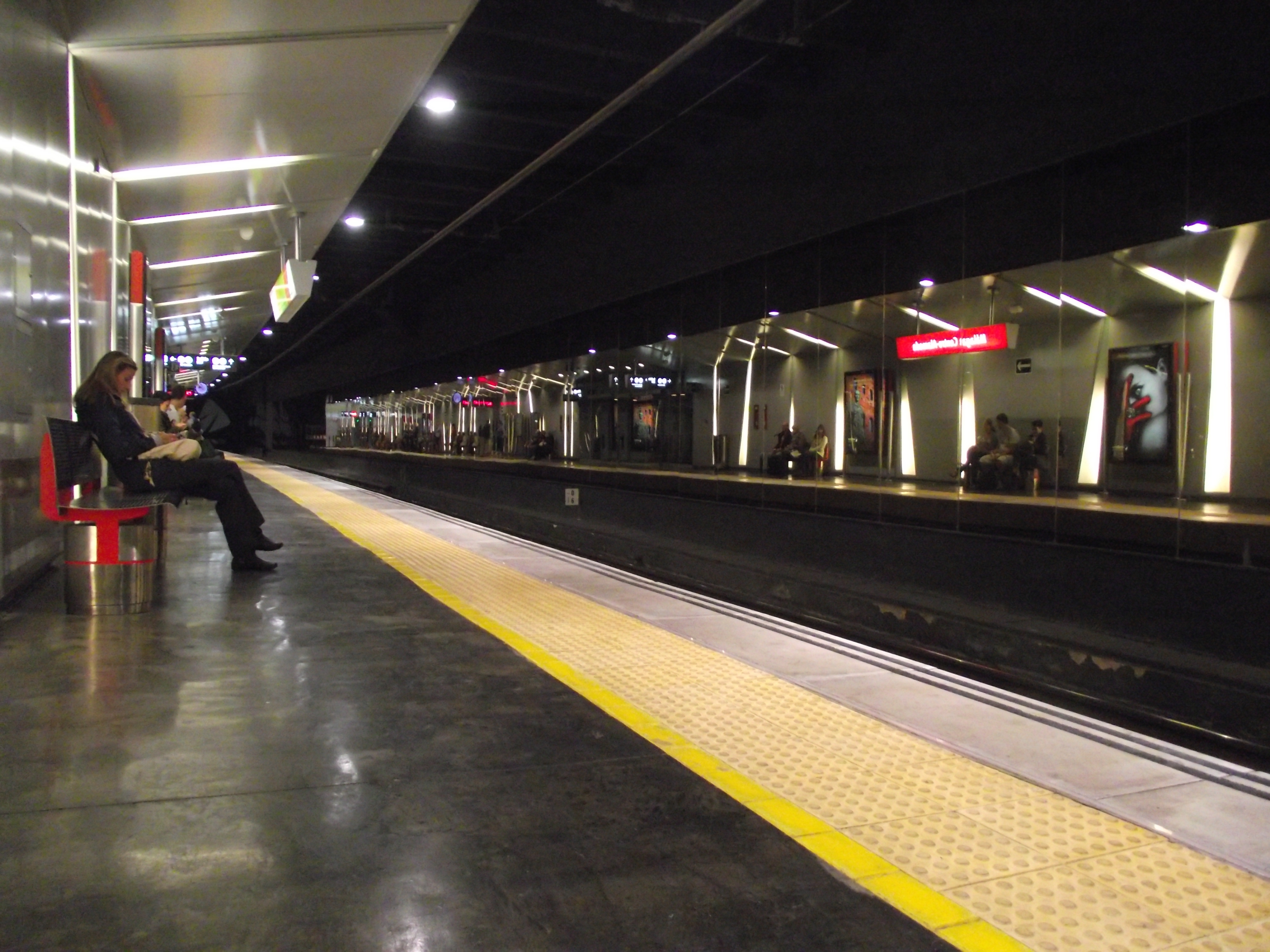
Vista del andén. Lo que parece un segundo andén, es en realidad un muro espejo.

## Accesos
Tiene tres accesos: en la avenida del Comandante Benítez, en la calle Pasillo del Matadero junto al nuevo edificio de Correos –ambos conectados por un túnel bajo el río Guadalmedina–, y en la calle Cuarteles, por la cual discurre el ferrocarril hasta la estación de Málaga-María Zambrano.

## Conexiones

### Bus urbano
Próxima a esta estación se encuentra la Alameda Principal, que es cabecera y parada de paso de la mayoría de las líneas de autobús urbano de la Empresa Malagueña de Transportes. Además de otras vías próximas como la Alameda de Colón, la Avenida de Manuel Agustín Heredia y el Paseo del Parque donde también finalizan y paran otras líneas de bus urbano.

### Bus interurbano
La estación de Málaga Centro-Alameda se encuentra muy próxima a la estación de Muelle Heredia de autobuses interurbanos del Consorcio de Transporte Metropolitano del Área de Málaga que cubre alrededor de 30 líneas.

### Metro de Málaga
Las estaciones de metro más cercana es Atarazanas, situada a pocos metros de la boca de la estación en calle Alemania. Se espera que en el futuro se construya un intercambiador conjunto entre Metro y Cercanías en la plaza de la Marina. 